# Ján Nepomuk Bobula
Ján Nepomuk Bobula (15. března 1844 Dovalovo – 15. listopadu 1903 Budapešť) byl slovenský podnikatel, politik a publicista. Řadí se mezi členy takzvané Nové školy, která se v rámci slovenského národního hnutí začala profilovat během šedesátých let 19. století, jež se snažila o do té doby pouze slovenskými osobnostmi zdůrazňované národnostní požadavky na jazyk a školství prosazovat společně s podmínkami Maďarů. K představitelům této vlny se řadili Ján Mallý-Dusarov a Ján Palárik, nicméně hlavním lídrem byl Bobula.

## Život
Bobula se pohyboval v oboru stavebnictví. Rodiče ho nejprve poslali na gymnázium do Komárna, které však nedokončil, a v Budapešti se vyučil na zednického tovaryše a dále pokračoval coby pomocný polír a kreslič, až po majitele prosperující projekční a stavební společnosti se sídlem v Budapešti. Od roku 1861 publicisticky působil v prostředí Slovenského národního hnutí a mezi roky 1868 a 1874 mu patřily Slovenské noviny, do kterých svými texty i přispíval. Periodikum se stalo tiskovou informační platformou zpravující čtenáře o myšlenkách a činnosti Nové školy.
Pozornost maďarských represivních složek se ale zaměřila na Slováky a následkem toho nebyly realizovány původní představy o spolupráci Slováků s Maďary. Na počátku roku 1875, během měsíce ledna, zanikla i Nová škola. Zatímco ostatní sympatizanti tohoto směru se i nadále věnovali národnostním otázkám, ne tak Bobula. Ten upřednostnil své podnikatelské zájmy. Sice stále publicisticky působil, stejně tak politicky, ale to již ve jménu vládnoucí maďarské liberální strany. Za ni v letech 1892 až 1897 zasedal jako poslanec v uherském sněmu.